# Adinolepis scalena
Adinolepis scalena är en skalbaggsart som beskrevs av Arturs Neboiss 1984. Adinolepis scalena ingår i släktet Adinolepis och familjen Cupedidae. Inga underarter finns listade i Catalogue of Life.